# Јон (департман)
Јон (фр. Yonne) департман је у северозападном делу централне Француске. Припада региону Бургундија, а главни град департмана (префектура) је Осер. Департман Јон је означен редним бројем 89. Његова површина износи 7.427 km². По подацима из 1999. године у департману Јон је живело 333.221 становника, а густина насељености је износила 45 становника по km².
Овај департман је административно подељен на:
- 3 округа
- 42 кантона и
- 454 општина.

## Демографија
| 1999.   | 2006.   |
| ------- | ------- |
| 333.221 | 340.091 |